# Angelo Scola
Angelo Scola (Malgrate, 7 november 1941) is een Italiaans geestelijke en kardinaal van de Katholieke Kerk.
Scola is de zoon van de socialistische vrachtwagenchauffeur Carlo Scola en diens vrouw Regina Colombo. Hij had een oudere broer die in 1983 overleed. Hij studeerde aan de Katholieke Universiteit van het Heilig Hart in Milaan, waar hij in 1967 promoveerde in de filosofie. Hij werd op 18 juli 1970 tot priester gewijd. Aan de Universiteit van Fribourg promoveerde hij vervolgens in de theologie, op een proefschrift over Thomas van Aquino.
Scola doceerde moraaltheologie in Fribourg/Freiburg en christologie aan de Pauselijke Lateraanse Universiteit te Rome. Vervolgens had hij een vooral wetenschappelijke loopbaan als medewerker van verschillende theologische tijdschriften in Italië en als hoogleraar, eerst in Fribourg en later - met een leeropdracht in de theologische antropologie - aan het Johannes Paulus II Instituut voor Huwelijk en Gezin aan de Pauselijke Lateraanse Universiteit in Rome.
Paus Johannes Paulus II benoemde Scola op 10 juli 1991 tot bisschop van Grosseto. Op 21 september 1991 werd hij in de Basiliek van Santa Maria Maggiore bisschop gewijd door Bernardin kardinaal Gantin, prefect van de Congregatie voor de Bisschoppen. Vier jaar later legde hij het bestuur van zijn bisdom neer om rector magnificus te worden van de Lateraanse Universiteit. Dit bleef hij tot 5 januari 2002, toen paus Johannes Paulus II hem benoemde tot patriarch van Venetië.
Scola werd tijdens het consistorie van 21 oktober 2003 kardinaal gecreëerd.  Hij kreeg de rang van kardinaal-priester. Zijn titelkerk werd de Santi XII Apostoli. Hij nam deel aan het conclaaf van 2005, tijdens welk conclaaf hij gold als papabile. Ditzelfde gold voor het conclaaf van 2013.
Scola werd op 28 juni 2011 door paus Benedictus XVI benoemd tot aartsbisschop van Milaan, als opvolger van Dionigi Tettamanzi. Hij nam tevens nog twee maanden het bestuur van het patriarchaat Venetië waar als apostolisch administrator; in januari 2012 werd Francesco Moraglia benoemd tot zijn opvolger als patriarch van Venetië.
Scola ging op 7 juli 2017 met emeritaat. Op 7 november 2021 verloor hij - in verband met het bereiken van de 80-jarige leeftijd - het recht om deel te nemen aan een toekomstig conclaaf.
- Biblioteca Nacional de España: XX832863
- Bibliothèque nationale de France: cb120300420 (data)
- Catàleg d'autoritats de noms i títols de Catalunya: 981058513824106706
- CiNii: DA12816831
- Gemeinsame Normdatei: 129473766
- International Standard Name Identifier: 0000 0001 1022 4217
- Library of Congress Control Number: n82142922
- Nationale Bibliotheek van Tsjechië: xx0121320
- Nationale Bibliotheek van Israël: 987007273737405171
- Nationale Bibliotheek van Polen: a0000002290208
- Nederlandse Thesaurus van Auteursnamen: 090686853
- Istituto Centrale per il Catalogo Unico: RAVV063002
- Système universitaire de documentation: 028471601
- Virtual International Authority File: 22157098
- WorldCat: E39PBJc3DkCwyCWDKPMyBh7CQq

Lorenzo Giustiniani · Giovanni Barozzi · Maffeo Gherardi · Thomas Donatus · Marco Cornaro · Gerolamo Querini · Pietro Francesco Contarini · Vincenzo Diedo · Giovanni Trevisan · Lorenzo Priuli · Matteo Zane · Francesco Vendramin · Giovanni Tiepolo · Federico Corner · Gianfranco Morosini · Alvise Sagredo · Gianalberto Badoaro · Pietro Barbarigo · Marco Gradenigo · Francesco Antonio Correr · Aloysius Foscari · Giovanni Bragadin · Fridericus Maria Giovanelli · Ludovico Flangini Giovanelli · Nicola Saverio Gamboni · Francesco Milesi · Ján Krstitel Ladislav Pyrker · Giacomo Monico · Pietro Aurelio Mutti · Angelo Ramazzotti · Giuseppe Luigi Trevisanato · Domenico Agostini · Giuseppe Melchiorre Sarto · Aristide Cavallari · Pietro La Fontaine · Adeodato Giovanni Piazza · Carlo Agostini · Angelo Giuseppe Roncalli · Giovanni Urbani · Albino Luciani · Marco Cé · Angelo Scola · Francesco Moraglia